# Synthemiopsis
Synthemiopsis is een geslacht van libellen (Odonata) uit de familie van de zuidelijke glanslibellen (Synthemistidae).

## Soorten
Synthemiopsis omvat 1 soort:
- Synthemiopsis gomphomacromioides Tillyard, 1917